# Podolsk Vityaz 2022
Questa voce raccoglie le informazioni riguardanti i Podolsk Vityaz nelle competizioni ufficiali della stagione 2022.

## Roster
| Roster dei Podolsk Vityaz (2022) |
| --- |
| Quarterback - 7 Aleksandr Ogurcov Running Back - 34 Anton Avramenko - 46 Denis Solomachin Wide Receiver - 19 Sergej Jakušev - 23 Aleksej Popkov - 27 Aleksej Gamdlišvili - 32 Michail Filonenko - 33 Alan Eloev - 39 Andrej Machov - 83 Daniil Achtirskij Tight End - 17 Pëtr Belov - 87 Matvej Lubenec Offensive Linemen - 60 Dmitrij Popov G - 66 Sergej Dudkin C - 68 Anton Mironov OT - 69 Kirill Matjušenko G - 70 Artem Ševčenko G - 74 Ivan Karzanov G - 75 Roman Maksimov G - 77 Stanislav Rybnikov G Defensive Linemen - 55 Aleksandr Charitonov - 71 Artur Narbaev DT Linebacker - 0 Nikolaj Kljuev - 11 Roman Lendov - 51 Sergej Slavnov - 52 Andrej Mantula - 53 Aleksej Chrëmkin - 56 Sergej Vinogradov - 56 Viktor Rassadin Defensive Back - 5 Jaroslav Sizov CB - 22 Pavel Ševelëv CB - 49 Aleksandr Danilov FS - 59 Sergej Orechov FS - 83 Vadim Panitkov CB - 89 Aleksandr Samsonov CB - 89 Sergej Frolov CB Special Team |

## EESL Pervaja Liga 2022

### Stagione regolare
| Brjansk 7 maggio 2022, ore 15:00 1ª giornata | Spartak Bryansk | 19 – 14 (0-0 6-8 6-6 7-0) referto | Podolsk Vityaz | Stadion Spartak\| Arbitro: \| Aralov \| |
| Arbitro:                                     | Aralov          |                                   |                |                                         |

| Podol'sk 21 maggio 2022, ore 15:00 2ª giornata | Podolsk Vityaz | 36 – 0 (8-0 8-0 14-0 6-0) referto | Kaliningrad Amber Hawks | Centro di allenamento dello stadio Trud\| Arbitro: \| Čechov \| |
| Arbitro:                                       | Čechov         |                                   |                         |                                                                 |

| Podol'sk 18 giugno 2022, ore 14:00 4ª giornata | Podolsk Vityaz | 0 – 41 (0-7 0-27 0-0 0-7) referto | Spartak Bryansk | Centro di allenamento dello stadio Trud\| Arbitro: \| Kut'in \| |
| Arbitro:                                       | Kut'in         |                                   |                 |                                                                 |

| Kaliningrad 23 luglio 2022, ore 16:30 7ª giornata | Kaliningrad Amber Hawks | 22 – 6 referto | Podolsk Vityaz | Stadion Sel'ma\| Arbitro: \| Čechov \| |
| Arbitro:                                          | Čechov                  |                |                |                                        |

## EESL Osennjaja Liga 2022

### Playoff
| Kazan' 24 settembre 2022, ore 15:00 Semifinale | Kazan Motors | 54 – 30 referto | Podolsk Vityaz | Stadion Tulpar |

| Korolëv 9 ottobre 2022, ore 13:00 Finale 3º - 4º posto | Moscow Dragons | 38 – 14 | Podolsk Vityaz | Stadion Čajka |

## Statistiche di squadra
| Competizione           | %Vittorie | In casa | In casa | In casa | In casa | In casa | In casa | In trasferta | In trasferta | In trasferta | In trasferta | In trasferta | In trasferta | Totale | Totale | Totale | Totale | Totale | Totale |
| Competizione           | %Vittorie | G       | V       | N       | P       | Pf      | Ps      | G            | V            | N            | P            | Pf           | Ps           | G      | V      | N      | P      | Pf     | Ps     |
| ---------------------- | --------- | ------- | ------- | ------- | ------- | ------- | ------- | ------------ | ------------ | ------------ | ------------ | ------------ | ------------ | ------ | ------ | ------ | ------ | ------ | ------ |
| PL - Stagione regolare | .250      | 2       | 1       | 0       | 1       | 36      | 41      | 2            | 0            | 0            | 2            | 20           | 41           | 4      | 1      | 0      | 3      | 56     | 82     |
| OL - Playoff           | .000      | 0       | 0       | 0       | 0       | 0       | 0       | 2            | 0            | 0            | 2            | 44           | 92           | 2      | 0      | 0      | 2      | 44     | 92     |
| Totale                 | .167      | 2       | 1       | 0       | 1       | 36      | 41      | 4            | 0            | 0            | 4            | 64           | 133          | 6      | 1      | 0      | 5      | 100    | 174    |

## Statistiche personali

### Marcatori
Mancano i dati dell'incontro Amber Hawks-Vityaz della 7ª giornata di Pervaja Liga e quelli della Osennjaja Liga.
| Giocatore   | Ruolo | TD rush | TD recv | TD int | TD p.ret | TD k.ret | TD oth | Xp1 | Xp2 | FG | Saf | Totale |
| ----------- | ----- | ------- | ------- | ------ | -------- | -------- | ------ | --- | --- | -- | --- | ------ |
| Machov      |       | 2       | 0       | 0      | 0        | 0        | 0      | 0   | 0   | 0  | 0   | 12     |
| Achtirskij  |       | 1       | 0       | 0      | 0        | 0        | 0      | 0   | 1   | 0  | 0   | 8      |
| Avramenko   |       | 1       | 0       | 0      | 0        | 0        | 0      | 0   | 1   | 0  | 0   | 8      |
| Filonenko   |       | 0       | 1       | 0      | 0        | 0        | 0      | 0   | 1   | 0  | 0   | 8      |
| Gamdlišvili |       | 0       | 1       | 0      | 0        | 0        | 0      | 0   | 0   | 0  | 0   | 6      |
| J. Sizov    |       | 0       | 0       | 1      | 0        | 0        | 0      | 0   | 0   | 0  | 0   | 6      |
| Team        |       | 0       | 0       | 0      | 0        | 0        | 0      | 0   | 0   | 0  | 1   | 2      |